# Élections sénatoriales de 2011 en Seine-et-Marne
Les 'élections sénatoriales en Seine-et-Marne ont lieu le dimanche 25 septembre 2011. Elles ont pour but d'élire les sénateurs représentant le département au Sénat pour un mandat de six années.

## Contexte départemental
Lors des élections sénatoriales de 2004 en Seine-et-Marne, six sénateurs ont été élus selon un mode de scrutin proportionnel : un du PCF, deux du PS et trois UMP.
Depuis, tous les effectifs du collège électoral des grands électeurs ont été renouvelés, avec les élections législatives françaises de 2007, les élections régionales françaises de 2010, les élections cantonales de 2008 et 2011 et les élections municipales françaises de 2008.
Plutôt tranquille, la campagne s'anime brutalement à la mi-août 2011. Les centristes Gérard Ruffin et Patrick Septiers envisagent en effet de présenter deux listes différentes. Mais c'est finalement Yves Jégo qui monte une liste indépendante et déclenche la colère des dirigeants départementaux de l'UMP, Jean-François Copé et Christian Jacob.

## Sénateurs sortants
| Sénateur | Sénateur           | Parti | Fonctions lors de l'élection en 2004                                  |
| -------- | ------------------ | ----- | --------------------------------------------------------------------- |
|          | Michel Billout     | PCF   | Maire de Nangis                                                       |
|          | Yannick Bodin      | PS    | Conseiller régional                                                   |
|          | Nicole Bricq       | PS    | Ancienne députée                                                      |
|          | Colette Mélot      | UMP   | Conseillère municipale de Melun                                       |
|          | Michel Houel       | UMP   | Conseiller général, maire de Crécy-la-Chapelle                        |
|          | Jean-Jacques Hyest | UMP   | Sénateur sortant, conseiller général, maire de La Madeleine-sur-Loing |

## Présentation des listes et des candidats
Les nouveaux représentants sont élus pour une législature de 6 ans au suffrage universel indirect par les 3044 grands électeurs du département. En Seine-et-Marne, les sénateurs sont élus au scrutin proportionnel plurinominal. Leur nombre reste inchangé, 6 sénateurs sont à élire et 8 candidats doivent être présentés sur la liste pour qu'elle soit validée. Chaque liste de candidats est obligatoirement paritaire et alterne entre les hommes et les femmes. 7 listes ont été déposées dans le département. Elles sont présentées ici dans l'ordre de leur dépôt à la préfecture et comportent l'intitulé figurant aux dossiers de candidature.

### Union pour un mouvement populaire
| N° | Candidats | Candidats          | Parti | Principale fonction                                                   |
| -- | --------- | ------------------ | ----- | --------------------------------------------------------------------- |
| 01 |           | Jean-Jacques Hyest | UMP   | Sénateur sortant, conseiller général, maire de La Madeleine-sur-Loing |
| 02 |           | Colette Mélot      | UMP   | Sénatrice sortante, adjointe au maire de Melun                        |
| 03 |           | Michel Houel       | UMP   | Sénateur sortant, maire de Crécy-la-Chapelle                          |
| 04 |           | Anne Chain-Larché  | UMP   | Conseillère générale                                                  |
| 05 |           | Pierre Cuypers     | UMP   | Maire de Aubepierre-Ozouer-le-Repos                                   |
| 06 |           | Valérie Epikmen    | UMP   | Conseillère municipale de Veneux-les-Sablons                          |
| 07 |           | Jean-Claude Genies | UMP   | Maire de Gressy                                                       |
| 08 |           | Émilie Neilz       | UMP   | Conseillère municipale de Lagny-sur-Marne                             |

### Liste indépendante
| N° | Candidats | Candidats         | Parti | Principale fonction                       |
| -- | --------- | ----------------- | ----- | ----------------------------------------- |
| 01 |           | Yves Jégo         | UMP   | Député, maire de Montereau-Fault-Yonne    |
| 02 |           | Laurence Picard   | UMP   | Conseillère générale                      |
| 03 |           | Patrick Septiers  | UMP   | Maire de Moret-sur-Loing                  |
| 04 |           | Maryline Laporte  | DVD   | Maire de Sivry-Courtry                    |
| 05 |           | Benoît Fromeaux   | UMP   | Adjoint au maire de Chessy                |
| 06 |           | Maryline Matthaeï | DVD   | Adjointe au maire de Nonville             |
| 07 |           | Achille Hourdé    | DVD   | Maire de Jaignes                          |
| 08 |           | Jany Brandy       | DVD   | Conseillère municipale de Moissy-Cramayel |

### Front national
| N° | Candidats | Candidats               | Parti | Principale fonction            |
| -- | --------- | ----------------------- | ----- | ------------------------------ |
| 01 |           | Marie-Christine Arnautu | FN    | Ancienne conseillère régionale |
| 02 |           | Pascal Aberlen          | FN    |                                |
| 03 |           | Martine Clément-Launay  | FN    |                                |
| 04 |           | Robert Caillaboux       | FN    |                                |
| 05 |           | Béatrice Nicolaï        | FN    |                                |
| 06 |           | Jean-Luc Choquet        | FN    |                                |
| 07 |           | Émilienne Espinasse     | FN    |                                |
| 08 |           | Alain Bruno             | FN    |                                |

### Cap21
| N° | Candidats | Candidats             | Parti | Principale fonction |
| -- | --------- | --------------------- | ----- | ------------------- |
| 01 |           | Nathalie Tortrat      | Cap21 |                     |
| 02 |           | Dominique Pennachioni | Cap21 |                     |
| 03 |           | Frédérique Rémond     | Cap21 |                     |
| 04 |           | Alain Marchand        | Cap21 |                     |
| 05 |           | Jocelyne Roques       | Cap21 |                     |
| 06 |           | Jacques Bounot        | Cap21 |                     |
| 07 |           | Sandrine Pareux       | Cap21 |                     |
| 08 |           | Olivier Arlès         | Cap21 |                     |

### Centre des républicains et démocrates indépendants
| N° | Candidats | Candidats            | Parti | Principale fonction       |
| -- | --------- | -------------------- | ----- | ------------------------- |
| 01 |           | Jean-Yves Houinato   | CRDI  | Adjoint au maire de Nandy |
| 02 |           | Catherine Borgne     | CRDI  |                           |
| 03 |           | Vladimir Radivojevic | CRDI  |                           |
| 04 |           | Isabelle Brondel     | CRDI  |                           |
| 05 |           | Gil Costa            | CRDI  |                           |
| 06 |           | Vanessa Pinson       | CRDI  |                           |
| 07 |           | Jean-Noël Merger     | CRDI  |                           |
| 08 |           | Nicole Claparède     | CRDI  |                           |

### Nouveau Centre
| N° | Candidats | Candidats                | Parti | Principale fonction                           |
| -- | --------- | ------------------------ | ----- | --------------------------------------------- |
| 01 |           | Gérard Ruffin            | NC    | Maire de Lésigny                              |
| 02 |           | Michelle Fabrigat        | DVD   | Adjoint au maire d'Emerainville               |
| 03 |           | Franck Vernin            | NC    | Maire du Mée-sur-Seine                        |
| 04 |           | Marie-Charlotte Nouhaud  | DVD   | Conseillère municipale d'Avon                 |
| 05 |           | Denis Gayaudon           | NC    | Maire de Serris                               |
| 06 |           | Nabia Pisi               | NC    | Conseillère municipale de Bussy-Saint-Georges |
| 07 |           | Jean-Pierre Aubry        | MoDem | Adjoint au maire de Coulommiers               |
| 08 |           | Nathalie Sprutta-Bourges | DVD   | Adjoint au maire de Gretz-Armainvilliers      |

### Parti socialiste - Parti communiste - EELV
| N° | Candidats | Candidats                  | Parti | Principale fonction                                              |
| -- | --------- | -------------------------- | ----- | ---------------------------------------------------------------- |
| 01 |           | Vincent Eblé               | PS    | Président du conseil général, premier adjoint au maire de Lognes |
| 02 |           | Nicole Bricq               | PS    | Sénatrice sortante, conseillère municipale de Meaux              |
| 03 |           | Michel Billout             | PCF   | Sénateur sortant, conseiller municipal de Nangis                 |
| 04 |           | Hélène Lipietz             | EELV  | Ancienne conseillère régionale                                   |
| 05 |           | Michel Bisson              | PS    | Maire de Lieusaint                                               |
| 06 |           | Josyane Viguier            | PS    |                                                                  |
| 07 |           | Francis Élu                | PS    | Maire de Congis-sur-Thérouanne                                   |
| 08 |           | Marie-Claude de Saint-Loup | PS    | Maire de Saint-Germain-Laval                                     |

## Résultats
| Tête de liste  | Tête de liste           | Liste          | Voix  | %      | Élus |
| -------------- | ----------------------- | -------------- | ----- | ------ | ---- |
|                | Vincent Eblé            | PS-PCF-EELV    | 1 284 | 43,12  | 3    |
|                | Jean-Jacques Hyest      | UMP            | 1 146 | 38,48  | 3    |
|                | Yves Jégo               | UMP            | 330   | 11,08  |      |
|                | Gérard Ruffin           | NC-MoDem       | 122   | 4,10   |      |
|                | Marie-Christine Arnautu | FN             | 64    | 2,15   |      |
|                | Nathalie Tortrat        | Cap21          | 28    | 0,94   |      |
|                | Jean-Yves Houinato      | CRDI           | 4     | 0,13   |      |
|                |                         |                |       |        |      |
| Inscrits       | Inscrits                | Inscrits       | 3 044 | 100,00 |      |
| Abstentions    | Abstentions             | Abstentions    | 47    | 1,54   |      |
| Votants        | Votants                 | Votants        | 2 997 | 98,46  |      |
| Blancs et nuls | Blancs et nuls          | Blancs et nuls | 19    | 0,62   |      |
| Exprimés       | Exprimés                | Exprimés       | 2 978 | 97,83  |      |

### Sénateurs élus
| Sénateur | Sénateur           | Parti |
| -------- | ------------------ | ----- |
|          | Michel Billout     | PCF   |
|          | Vincent Eblé       | PS    |
|          | Nicole Bricq       | PS    |
|          | Colette Mélot      | UMP   |
|          | Michel Houel       | UMP   |
|          | Jean-Jacques Hyest | UMP   |